# 繁野天来
繁野 天来（しげの てんらい、1874年〈明治7年〉2月16日 - 1933年〈昭和8年〉3月2日）は、日本の詩人、英文学者。早稲田大学で4人目となる博士号授与者。本名は繁野 政瑠（しげの まさる）、他の筆名に繁野 狂美がある。

## 来歴・人物
1874年2月16日、現在の徳島市下助任町に、徳島藩士の繁野傑（）・イサ夫妻の長男として生まれる。
徳島市立助任尋常小学校、川島尋常小学校、公立寺島小学校、徳島市立徳島高等小学校を経て、1889年に徳島県立徳島尋常中学校に入学。祖母の死を機に大阪に移り、1891年に大阪市立尋常中学校に転学。在学中に熊本謙二郎から英語を教わる。1893年9月に第三高等学校に入学するも、後に病気退学。
1894年9月に東京専門学校文学科に入学。在学中には文芸雑誌『早稲田文学』に幾度か詩を寄稿し、1896年には新体詩研究とその発達を目的とした「新詩会」を結成する。1897年3月に家事都合で退学。
1898年5月に北海道に移り、函館毎日新聞の記者となり社会面を担当し、詩や小説を掲載する。1899年8月に上京した後に京都に移り、12月から真宗京都中学校の英語科教員となる。
1900年に熊谷勝太郎の長女・武子と結婚する。1901年に父・傑が、1905年に母・イサが亡くなる。
1905年3月に師範学校中学校英語科教員検定試験に合格し、教員免状を得る。1906年1月から茨城県立水戸中学校教諭、1908年1月から愛知県立第二中学校教諭・英語科主任を務める。この頃より、ミルトンやメリディスの研究を始める。
1911年6月30日に長男・俊が生まれるも翌年5月に亡くなる。1912年8月20日に長女・三保子が、1915年1月25日に次男・純が生まれる。
1916年5月に台湾に渡り、台北中学校教諭となる。この頃、医師に糖尿病と宣告される。
1921年2月に高等学校高等科英語教員検定試験に第一位で合格し、9月に台北中学校を辞して上京。同年9月から早稲田大学大学部・高等師範部講師・早稲田高等学院教授となり、後に1926年12月から早稲田大学高等師範部教授、1927年5月から旧制早稲田大学文学部の教授となる。1932年に博士論文を提出するも、病に倒れて自宅療養を始める。1933年1月28日に慶應義塾大学病院に入院し、肺癌と診断される。
1933年2月25日に博士論文『ミルトン「失楽園」の研究』により、早稲田大学から文学博士の学位を得る。同年3月1日危篤に陥り、翌2日午前7時35分に逝去、享年60歳。3日午前9時から川上博士により病理解剖が行われた。

## 著書

### 単著
- 『教育小説 青葉若葉』 上巻、春陽堂、1903年2月。 NCID BA4912395X。全国書誌番号:41008074。
- 『教育小説 青葉若葉』 下巻、春陽堂、1903年2月。 NCID BA4912395X。全国書誌番号:41008074。
- 『近代英詩法』研究社、1931年5月。 NCID BN15021575。
- 『「失楽園」研究』研究社、1932年11月。 NCID BN04189389。全国書誌番号:47031020。

### 編集
- 『ミルトン失楽園物語』坪内文学博士閲、冨山房〈通俗世界文学 1〉、1903年2月。 NCID BN07760711。全国書誌番号:41003595。
- 『ダンテ神曲物語』坪内文学博士閲、冨山房〈通俗世界文学 10〉、1903年12月。 NCID BA36716256。全国書誌番号:41016487。
- 『絵本失楽園物語』ドレ画、冨山房〈冨山房百科文庫 106〉、1940年3月。 NCID BN15738128。

### 訳著
- クレメンス・デイン『離婚法案』新潮社〈海外文学新選 33〉、1925年11月。 NCID BA57250555。全国書誌番号:43040737。
- ミルトン『失楽園』新潮社〈世界文学全集 5〉、1929年12月。 NCID BN04927934。全国書誌番号:47038385。
- メリディス『エゴイスト』 上、冨山房〈冨山房百科文庫 31〉、1938年11月。 NCID BA38313421。全国書誌番号:47034842。
- メリディス『エゴイスト』 下、冨山房〈冨山房百科文庫 32〉、1938年11月。 NCID BA38313421。全国書誌番号:47034842。
- ミルトン『失楽園』 上巻、大泉書店〈新選世界文学集〉、1948年3月。 NCID BN1086956X。全国書誌番号:46029036 全国書誌番号:49000859。
- ミルトン『失楽園』 下巻、大泉書店〈新選世界文学集〉、1948年3月。 NCID BN1086956X。全国書誌番号:46029036 全国書誌番号:49000858。
- ミルトン『失楽園』 上巻、新潮社〈新潮文庫 335〉、1948年12月。 NCID BN13773172。全国書誌番号:47034866。
- ミルトン『失楽園』 下巻、新潮社〈新潮文庫 336〉、1948年12月。 NCID BN13773172。全国書誌番号:47034866。
- ミルトン 著、繁野陽一、日本ミルトン・センター共 編『力者サムソン』金星堂、1978年9月。 NCID BN03188212。全国書誌番号:78034811 全国書誌番号:90018418。

### 共著
- 三木天遊、繁野天来『詩集 松虫鈴虫』東華堂、1897年5月。全国書誌番号:41003437。
- 三木天遊、繁野天来 著、育英社 編『詩集 松虫鈴虫』岡崎屋書店〈新体詩叢書 3〉、1898年6月。 NCID BN15092755。